# بستر (زیست‌شناسی)
در زیست‌شناسی، بستر (به انگلیسی: Substrate) سطحی است که یک جاندار زنده (مانند یک گیاه، قارچ یا جانور) روی آن زندگی می‌کند. یک بستر می‌تواند شامل مواد و جانوران زنده یا غیرزنده باشد. به عنوان مثال، پوشش جلبکی که روی یک سنگ زندگی می‌کند (زیر لایه آن) می‌تواند خود بستری برای جانوریی باشد که در بالای جلبک زندگی می‌کند. بسترهای بی‌اثر به عنوان مواد حمایتی در حال رشد در کشت هیدروپونیک گیاهان استفاده می‌شوند. در زیست‌شناسی، بسترها اغلب توسط فرایند نانوسکوپی ارائه سوبسترا فعال می‌شوند.

## در کشاورزی و باغبانی
- بستر سلولزی[۱]
- سنگدانه رس منبسط‌شده (LECA)
- پشم سنگ
- خاک گلدان
- خاک

## در بیوتکنولوژی جانوری
- نیازهای کشت سلولی و بافت جانوری
- برای رشد سلولی